# فيكتور فاريلا لوبيز
فيكتور فاريلا لوبيز (بالإسبانية: Víctor Varela López)‏ هو سياسي مكسيكي، ولد في 20 أبريل 1973 في مدينة مكسيكو في المكسيك. حزبياً، نشط في حزب الثورة الديمقراطية. وقد انتخب عضو مجلس النواب المكسيك.